# Кришталь Арсентій Єлисійович
Арсе́нтій (Арсеній) Єлисі́йович Кришта́ль (нар. 8 травня 1913 — пом. 19 грудня 1977) — радянський військовик часів Другої світової війни, механік-водій танка Т-34 209-го танкового батальйону 88-ї танкової бригади 15-го танкового корпусу (3-тя танкова армія), старшина. Герой Радянського Союзу (1943).

## Життєпис
Народився в селі Чемужівка, нині Зміївського району Харківської області, в селянській родині. Українець. Працював трактористом у колгоспі.
До лав РСЧА призваний у червні 1941 року. Пройшов двомісячну підготовку на механіка-водія танку Т-34 в Харкові. На початку вересня 1941 року зарахований до складу 129-ї танкової бригади. У боях німецько-радянської війни з 18 вересня 1941 року. Воював на Південно-Західному фронті.
У січні 1942 року направлений на навчання до Сталінградського танкового училища, проте під час формування в Сталінграді 88-ї танкової бригади був зарахований до її 209-го танкового батальйону. У складі військ 13-го танкового корпусу в травні — червні 1942 року брав участь у Другій битві за Харків. Внаслідок невдалого наступу бригада втратила майже всі танки й була виведена на переформування поблизу Саратова.
Особливо старшина А. Є. Кришталь відзначився під час проведення Острогозько-Россошанської операції. В ніч на 19 січня 1943 року у складі екіпажу танка Т-34 з десантом з одинадцяти автоматників на броні, увірвався в колону супротивника, що відходила з Алексеєвки Білгородської області. Вогнем і гусеницями екіпаж знищив до 50 автомашин і багато живої сили ворога. Коли під час бою відмовив танковий двигун, екіпаж протягом 4-х діб утримував оборону до підходу підкріплення.
3 березня 1943 року під час бою отримав важке поранення, внаслідок якого на фронт більше не повернувся. Після одужання демобілізований, повернувся до рідного села. Працював у колгоспі, потім — у ресторані залізничної станції Харків-Пасажирський.
Похований у рідному селі.

## Нагороди
Указом Президії Верховної Ради СРСР від 26 жовтня 1943 року «за зразкове виконання бойових завдань командування на фронті боротьби з німецькими загарбниками та виявлені при цьому відвагу і героїзм», старшині Кришталю Арсентію Єлисійовичу присвоєне звання Героя Радянського Союзу з врученням ордена Леніна і медалі «Золота Зірка» (№ 2223).
Почесний громадянин міста Алексеєвка (Білгородська область, РФ).
Також нагороджений низкою медалей.